# Tó Barbosa
António João Ferradeira Santos (nacido el 30 de septiembre de 1992), comúnmente conocido como Tó Barbosa, es un exfutbolista profesional portugués que jugó como delantero.

## Biografía
Tó Barbosa nació el 30 de septiembre de 1992 en Vila do Conde, Portugal.